# Давид Шигер
Давид Шигер (мађ. Sigér Dávid Miklós; Дебрецин, 30. новембар 1990) је мађарски професионални фудбалер који игра на позицији везног играча за Ференцварош и репрезентацију Мађарске.

## Каријера

### Ференцварош
Дана 16. јуна 2020. постао је шампион са Ференцварошем победивши Будимпештански Хонвед на стадиону Нандор Хидегкути у 30. колу прве сезоне националног првенства 2019/20.
Дана 29. септембра 2020. био је члан тима Ференцвароша који се квалификовао за групну фазу УЕФА Лиге шампиона 2020/21. након што је победио ФК Молде укупним резултатом 3 : 3 (голови у гостима) на Групама арени.
Дана 5. маја 2023. озваничио је у освојио државно првенство 2022/23 са Ференцварошем, након што је Кечкемет изгубио 1 : 0 од Хонведа у Божик арени 30. меча.
У интервјуу за Немзети Спорт, он је рекао да се након пораза од Клаксвикар Итротарфелага цео тим променио и да су сви почели да играју боље.

## Репрезентација
Шигер је дебитовао за репрезентацију Мађарске 5. септембра 2019. у пријатељској утакмици против Црне Горе, као замена на полувремену за Ласла Клајнхајслера.
Дана 1. јуна 2021, Шигер је био укључен у последњи тим од 26 играча који су представљали Мађарску на поново заказаном УЕФА Еуро 2020. турниру.

## Остварења
Ференцварош
- Прва лига Мађарске у фудбалу: 2018/19, 2019/20, 2020/21, 2021/22[8]
- Куп Мађарске у фудбалу: 2021/22[9]